# Karaoke Joysound
Karaoke Joysound Wii (カラオケJOYSOUND Wii?) è un videogioco di karaoke della Hudson Soft per Wii. Utilizza la licenza della libreria di canzoni online Joysound, del provider di servizio karaoke giapponese Xing, che ha anche collaborato allo sviluppo del titolo assieme alla Hudson. Il gioco venne pubblicato in origine in bundle con un microfono USB il 18 dicembre 2008 in Giappone e venne in seguito pubblicato sempre lì come WiiWare il 28 luglio 2009.
Nel gennaio 2012, Konami (che acquisì Hudson Soft e tutte le sue proprietà intellettuali nel 2011) annunciò l'uscita del titolo per la prima volta in America settentrionale sotto il nome semplificato Karaoke Joysound, che utilizza una libreria musicale diversa, di canzoni popolari in inglese. Inizialmente fu pianificata un'uscita per marzo 2012, ma venne poi ritardata fino al 30 ottobre 2012 e venne reso disponibile sia come disco a sé, che in bundle con il microfono. Il 17 luglio 2014, il software venne ripubblicato come gioco scaricabile WiiWare, senza alcun annuncio, sul canale Wii Shop nordamericano, per gentile concessione dell'editore Brother International Corp. Venne inizialmente annunciata l'uscita per il 3 luglio, ma venne posticipata per motivi sconosciuti.
Il suo successore spirituale è il software per Wii U, sempre sotto licenza Joysound, Wii Karaoke U pubblicato nel 2012 e disponibile solo in Giappone ed Europa. Il 18 maggio 2015, Konami annunciò la chiusura del servizio online Joysound. Il termine ultimo per l'acquisto di brani era il 21 luglio 2015 e il servizio venne terminato il 19 ottobre 2015.

## Panoramica
Karaoke Joysound Wii è un gioco "ideato per offrire un'esperienza da karaoke-club a casa". Il gioco richiede una connessione a internet per consentire ai giocatori di scaricare nuove canzoni. I giocatori possono comprare dei biglietti per le canzoni con i Nintendo Points, che consentono di noleggiare le canzoni che vogliono cantare per un tempo limitato (da 24 ore a 90 giorni) dalla libreria di brani della Xing. I giocatori possono scegliere un palcoscenico su cui cantare, oltre che un avatar precedentemente creato, o un Mii, per rappresentarli. Si possono anche modificare opzioni quali eco, chiave e velocità della canzone, mentre gli altri giocatori possono accompagnare il cantante usando i loro Wii Remotes per suonare strumenti come cimbali e maracas.
Oltre al microfono, la versione fisica del gioco include 70 canzoni su disco, oltre a una modalità lezioni, in cui il giocatore può esercitarsi e essere interrogato su tono e ritmo, e una modalità festa, con cinque mini-giochi. Oltre alla mancanza delle canzoni e delle modalità extra incluse nella versione fisica, la versione WiiWare è caratterizzata anche da alcune differenze dal punto di vista estetico.

## Critica
Nei sei mesi dopo l'uscita, la versione fisica di Karaoke Joysound Wii vendette oltre 250 000 copie in Giappone.